# Keoma
Keoma is een Italiaanse spaghettiwestern uit 1976 geregisseerd door Enzo G. Castellari en met in de hoofdrol Franco Nero. Castellari heeft ooit gezegd dat hij dit zijn beste film vindt.
Castellari en Nero hadden eerder allebei gedebuteerd in het genre en hoopten met deze film een dreigende ondergang van de spaghettiwestern te voorkomen. De film werd een internationale hit en wist de status te verkrijgen van "laatste grote Italiaanse western". In de Verenigde Staten werd de film gepromoot als een vervolg van de immens populaire Django, hoewel de hoofdpersoon van deze film anders heet. Voor deze promotie werd waarschijnlijk gekozen wegens de rol van Nero en een met de eerdergenoemde film overeenkomende verhaalstructuur.

## Plot
Keoma (Nero), half blank en half indiaan, besluit na de Amerikaanse Burgeroorlog terug te keren naar het stadje waar hij opgegroeid was. Hij treft een stad aan gevuld met angst voor de grootgrondbezitter Caldwell, die Keoma's drie halfbroers in dienst heeft als persoonlijke lijfwachten. Zijn vader (Berger) slijt hopeloos zijn dagen op zijn boerderij en de Afro-Amerikaan George (Strode), waar hij als kind altijd naar opkeek, is aan de drank. Keoma weet de dorpsbewoners moed in te praten om zich te verzetten tegen Caldwell en zijn mannen. Een bloedig slagveld volgt waarin George en zijn vader tragisch overlijden. Wanneer de drie broers achter de dood van hun vader komen vermoorden ze Caldwell en gaan ze achter de andere verantwoordelijke aan, hun eigen halfbroer Keoma.

## Rolverdeling
| Acteur              | Personage                       |
| ------------------- | ------------------------------- |
| Franco Nero         | Keoma Shannon                   |
| Woody Strode        | George                          |
| William Berger      | William Shannon                 |
| Olga Karlatos       | Lisa Farrow                     |
| Orso Maria Guerrini | Butch Shannon                   |
| Gabriella Giacobbe  | De heks                         |
| Antonio Marsina     | Lenny Shannon                   |
| Joshua Sinclair     | Sam Shannon (als John Loffredo) |
| Donald O'Brien      | Caldwell (als Donald O'Brian)   |
| Leonardo Scavino    | Dokter (als Leon Lenoir)        |